# Lontara

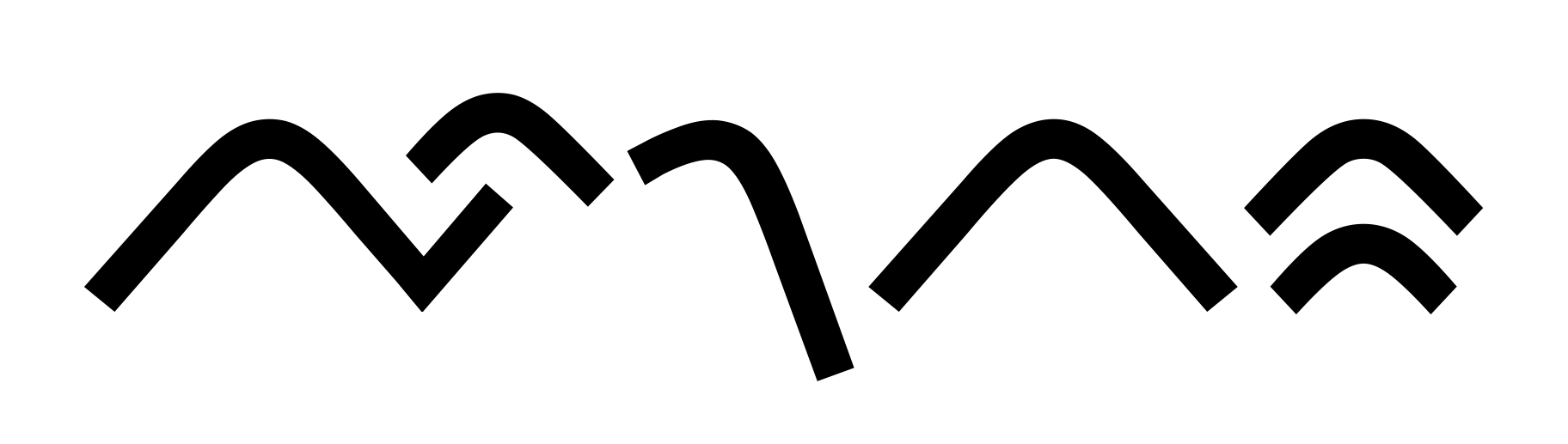
Lontara

Lontara ist eine Schrift, die für die buginesische Sprache (s. Bugis) und einige verwandte Sprachen wie Makassar und Mandar auf der indonesischen Insel Sulawesi benutzt wurde. 
Lontara stammt von den indischen Schriften ab und entwickelte sich aus der Brahmi-Schrift. Eine Theorie besagt, dass sie der Rejang-Schrift nachempfunden ist, vielleicht aufgrund ihrer grafischen Ähnlichkeiten. Diese Behauptung könnte jedoch unbegründet sein, da einige Zeichen der Lontara eine späte Entwicklung sind.
Während der niederländischen Kolonialzeit wurde es weitgehend durch das lateinische Alphabet ersetzt, wird aber auch heute noch in begrenztem Umfang verwendet.
Die Bezeichnung Lontara ist vom malaiischen Namen für die Palmyrapalme, lontar, abgeleitet, deren Blätter traditionell für Handschriften (Palmblattmanuskripte) verwendet wurden. In Buginesisch wird diese Schrift urupu sulapa eppa genannt, was „Vier-Ecken-Buchstaben“ bedeutet und sich auf den Glauben der Bugis-Makasar an die vier Elemente bezieht, die das Universum formen: Feuer, Wasser, Luft und Erde. 

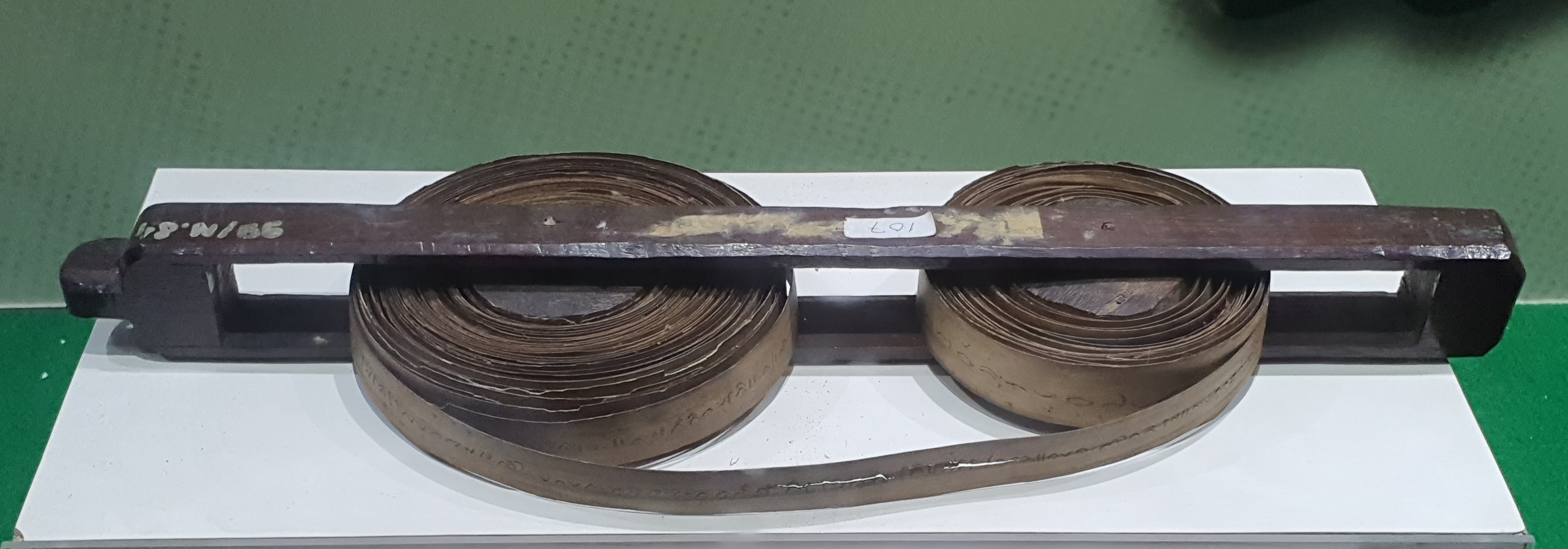
Eine Lontara-Schriftrolle in Form eines Tonbandgerätes. La Galigo Museum, Fort Rotterdam, Makassar

Historisch gesehen wurde Lontara auch für eine Reihe von Dokumenten verwendet, darunter Verträge, Handelsgesetze, Abkommen, Landkarten und Tagebücher. Diese Dokumente werden in der Regel in einer zeitgemäßen Buchform verfasst, können aber auch in einem traditionellen Palmblattmanuskript, auch Lontara genannt, geschrieben werden, bei dem ein langer, dünner Streifen getrockneten Lontar auf eine Holzachse gerollt wird, ähnlich wie bei einem Tonbandgerät. Der Text kann dann gelesen werden, während der Lontarstreifen von der einen auf die andere Rolle abgerollt wird.

## Struktur
Lontara wird von links nach rechts geschrieben. Jeder Konsonant enthält einen zugehörigen, nicht geschriebenen Vokal a. Andere Vokale können durch einen von fünf Akzenten über, unter oder seitlich an einem Zeichen geschrieben werden.

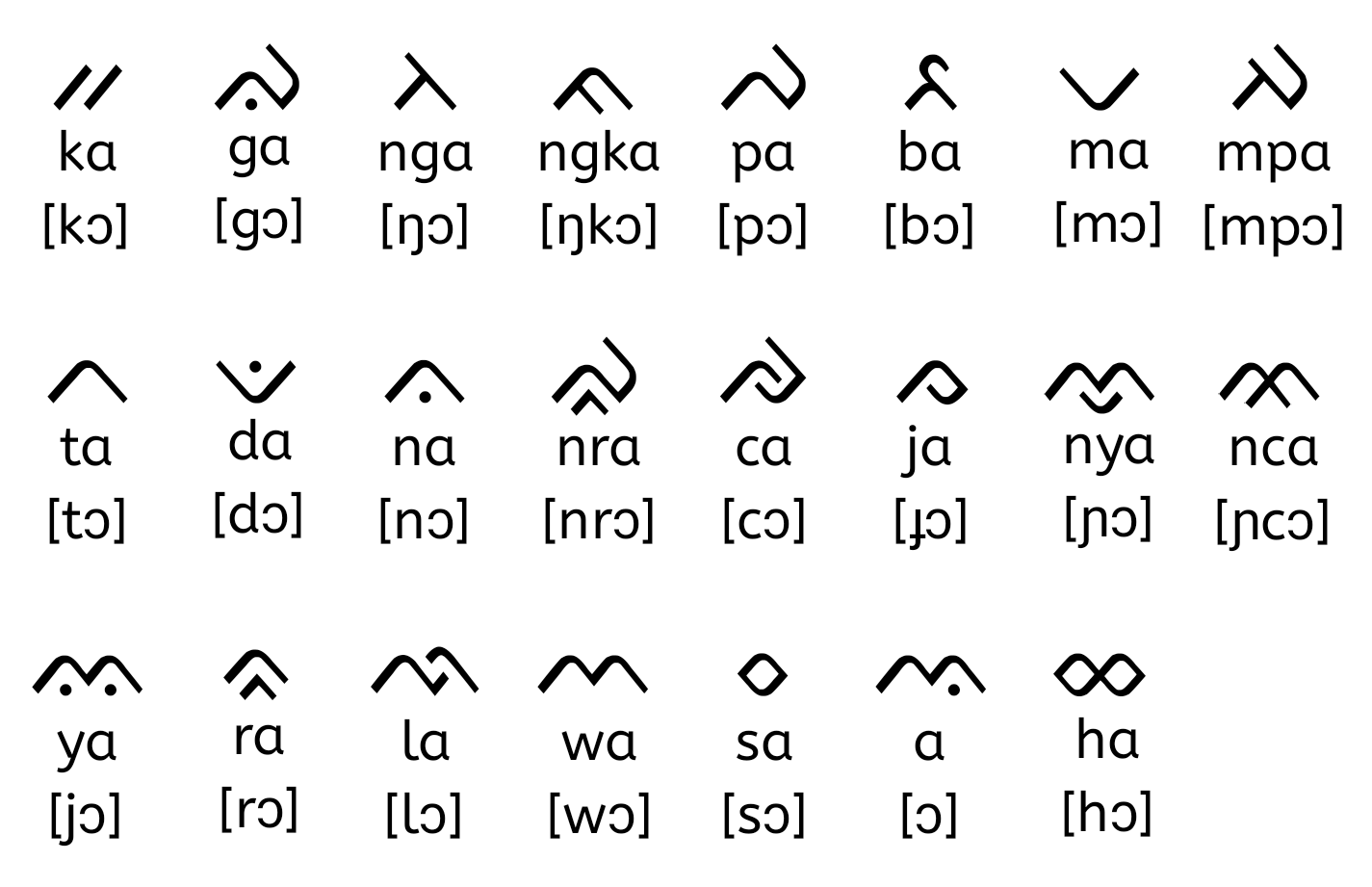
Konsonanten in der Abugida Lontara

## Unicode
Unicode enthält die Lontara-Schrift unter dem Namen „Buginese“ im Bereich 1A00–1A1F.